# The Lord of the Rings Online
A The Lord Of The Rings Online (közkeletű rövidítéssel LotRO) eredeti nevén The Lord of the Rings Online: Shadows of Angmar egy kizárólag többjátékos módban játszható online szerepjáték (MMORPG) Microsoft Windows és OS X rendszerekre, amely a J. R. R. Tolkien műveiben megteremtett Középfölde világában játszódik. A játék A Gyűrűk Ura eseményeinek idejében zajlik. Eredetileg a Turbine Inc. fejlesztette és üzemeltette, miután megszerezte a jogokat a Vivenditől, majd 2016 decemberétől a játék a Standing Stone Games-hez került. Eredetileg előfizetéses volt, ma már ingyen játszható (vásárlási lehetőséggel), de a VIP-tagoknak való kedvezményrendszert megtartották. Az előfizetők ingyen jutnak az összes kiegészítőhöz, villámgyorsan tudnak utazni a játékon belül bárhová, bármennyi pénzt összegyűjthetnek és levélben is küldhetik azt.
2007. április 24-én indult, azóta tíz nagyobb kiegészítője jelent meg: a Mines of Moria 2008-ban, a Siege of Mirkwood 2009-ben, a Rise of Isengard 2011-ben, a Riders of Rohan 2012-ben, a Helm's Deep 2013-ban, a Mordor 2017-ben, a Minas Morgul 2019-ben, a War of the Three Peaks 2020-ban, a Fate of Gundabad 2021-ben, a Corsairs of Umbar 2023-ban.

## Játékmenet
A játék világa A Gyűrűk Ura és A hobbit című regényekből merít, ugyanakkor a játék fejlesztői nem kapták meg más Tolkien-történetek, így A szilmarilok és a Húrin gyermekei licencelésének jogát. A játék egy klasszikus többjátékos szerepjáték, ahol is a játékos interakcióba léphet nem játékos karakterekkel, ellenségekkel, illetve más játékosokkal is. Egyszemélyes és többszemélyes nézet is választható. A karakterek fejlődésére szintlépések útján van lehetőség, mely tapasztalati pontok gyűjtésével (XP) lehetséges. Tapasztalati pontot küldetések teljesítésével és ellenfelek legyőzésével lehet gyűjteni. A szintek mellett különféle képességeket is felvehetünk egy-egy adott szinten, de ehhez különféle karakterektől kell azokat megvásárolnunk. A főküldetéseket itt epikus küldetéseknek (epic quest) nevezik, melyeket kötetekbe, könyvekbe, és fejezetekbe osztottak. A történet jelenleg is zajlik, egy-egy nagyobb frissítéssel adnak ki újabb fejezeteket.
Amiben különbözik a játék más hasonló játékoktól, az a mágia hiánya. Tolkien világában ugyanis összesen öt "varázsló" létezik, és egyiküket sem lehet irányítani a játékban. Helyettük különféle képességek vannak, amiket erőpontokkal lehet aktiválni (ez a manna helyi megfelelője). Némelyik képzettség mágikusnak tűnik, de valójában tanult; úgyszintén vannak olyan tárgyak is, amelyek varázstárgyakként viselkednek. Nincs a klasszikus értelemben vett életerőpont sem, helyette van az ún. morál, amely automatikusan újratöltődik, de segédeszközökkel is növelhető. Lehetőség van arra is, hogy a karakterek különféle nyersanyagok felhasználásával dolgokat alkossanak. A játékon belüli utazást sétálással, lóháton történő közlekedéssel, illetve megtanulható teleportációs képességekkel lehet megoldani.

### PvP
A játékos játékos elleni (PvP) küzdelemnek a játékban egy speciális módja van, ez az úgynevezett Monster Play. Ez akkortól válik elérhetővé, ha a játékos egyik karaktere már elérte a 10-es szintet. Ezután lehetőséget kap arra, hogy egy maximális szinttel rendelkező lényt irányítson a gonosz oldalról, aki ugyanúgy felvehet küldetéseket, hajthat végre tetteket, vagy sajátíthat el képességeket. Ezek a lények a legalább 90-es szintet elért harcosokkal szemben küzdhetnek, akik a Szabad Népek közül kerülnek ki. A harcokra az Etten-sziken kerül sor. A küzdelem öt erődítményért folyik. Ha valamelyik oldal megszerez legalább kettőt ezekből, akkor az ő számukra nyitva áll Frór Bányája, egy földalatti titkos terület. Az egymás ellen folytatott küzdelemben 15 szintet lehet elérni, minden egyes szint jobb felszerelést és statisztikai értékeket biztosít. Még gyorsabban lehet fejlődni a küldetések teljesítéséért kapott kitüntetésekkel. Korábban lehetséges volt az úgynevezett "farmolás", azaz különféle trükkök használatával felgyorsítani a szintek elérését, ezt azonban 2013-ban sportszerűtlennek minősítették és betiltották.

### Tettek (Deeds)
Különféle teljesítményeket úgy is el lehet érni, ha a játékos nem vesz fel küldetéseket. A legtöbb ilyen egy adott régióhoz kapcsolódik, és általában adott területek felfedezéséhez, hírnév eléréséhez, vagy bizonyos számú ellenség megöléséhez kapcsolódik. A tettekről a játékos úgy szerezhet tudomást, hogy amint teljesíti az első követelményt (pl. megöli az első, bizonyos típusú karaktert az adott régióban), megjelenik az értesítőjében. Bizonyos karakterosztályok és fajok saját, egyedi tetteket is végrehajthatnak, de ide tartozik az epikus küldetések teljesítése is. A Skirmish és Instance játékmódok saját tettekkel rendelkeznek.Jelenleg két hobbi van a játékban, a horgászat és a madarászat, ezeknek is saját tett-mutatója van. Léteznek rejtett tettek is (ezek maguktól jelennek meg), illetve olyanok is, amelyek bizonyos számú másik tett elérésével érhetőek el. A tettek eléréséért a játékos adott számú LOTRO-pontot kap (korábban Turbine-pont), amely a játékon belüli pénzes vásárlás közvetett fizetőeszköze. Fontos, hogy amennyiben egy régiót meg kell vásárolni, úgy az ottani tettek is csak ezt követően lesznek elérhetőek.

### Azonosítás
Minden játékost egy általa választott névvel lehet beazonosítani. Ez eleinte csak keresztnév lehet, de megfelelő tapasztalati pont elérése után vezetéknév is választható. Ezekhez választható még egy címzetes tulajdonság is, amely szintén megjelenik a névben, és amit tettek végrehajtásával lehet elnyerni. Ha a karakter tagja lesz egy rokonságnak (Kinship), annak a neve is megjelenik az övé alatt mások számára.

### Jellemvonások (Traits)
A karakter jellemvonásait folyamatosan érheti el a játék folyamán. Ezek számtalan bónuszt és új képességeket is adhatnak. Ezek közül nem használhatjuk mindegyiket, de a rendelkezésre álló keretek között szabadon kombinálhatóak. Az, hogy mennyi használható ezek közül, nagyban függ a játékos szintjétől. A cserélés csak bizonyos karaktereknél lehetséges, és csak meghatározott összegért cserébe. Többféle jellemvonás is található a játékban:
- Erény: minden faj és osztály hozzájuk férhet, és a legegyszerűbben mindössze bizonyos feladatok teljesítése szükséges hozzájuk. Ezek növekedése jótékony hatással van a karakter általános statisztikájára.
- Osztály: ez már csak bizonyos karakterosztályok számára elérhető. Szintlépésenként vagy bizonyos feladatok teljesítéséért járó pontok útján növelhetőek.
- Faj: mint a neve is mutatja, a karakter fajához kapcsolódnak, és így sokkal kevesebb is van belőlük, és még kevesebb használható.
- Legendás: ezekre nagyon ritkán lehet szert tenni, bizonyos küldetéslánc teljesítésével vagy öt hasonló osztályjellem összevonásával.

### Szövetség (Fellowship)
Legfeljebb hat játékos alkothat egy szövetséget, akik így bizonyos küldetéseket együtt teljesíthetnek. Bármikor megalakíthatók és feloszlathatóak, akár esetileg is. A szövetségek a játék fontos elemei, mivel vannak olyan küldetésük, amiket nehézségük okán eleve csak több játékos együttesen tud megoldani. Az egy szövetségben lévő játékosok tudnak egymással kommunikálni, megjelennek a kijelző bal oldalán az adataik, illetve a térképeken is láthatóakká válnak a másik számára. A szövetség átalakulhat "raid" küldetések során, ekkor legfeljebb négy szövetség csatlakozhat egymáshoz, 6-24 közötti játékosszámmal, bizonyos speciális küldetések teljesítésére. Bizonyos képzettségek csak egy szövetségen belül használhatóak, amellyel a többi játékost tudjuk segíteni. A szövetségbe tömörülés adott a gonosz karakterek számára is, csak ott bandáknak (Warband) nevezik.

### Zene
Mivel Tolkien műveiben a zene és az ének nagy hangsúlyt kap, ezért a játékban sincs ez másként. Már a játék elejétől kezdve adott a lehetőség, hogy a játékos megtanuljon valamilyen hangszeren játszani. A billentyűzet segítségével a különféle hangok is előcsalogathatóak, aminek hatására valódi dallamokat lehet játszani élőben, melyeket a többi játékos is hall, akik a közelben vannak. Előre leprogramozott .abc típusú fájlok segítségével mások által leírt dalokat is automatikusan eljátszhatunk, hasonlóan a MIDI rendszerhez. Az együtt zenélés népszerű tevékenység a játékban, számos helyen szoktak spontán megnyilvánulni; ilyen például a Pajkos Póni fogadó Bríben, illetve az időnként megrendezett "Weatherstock" fesztivál a Széltetőn.

### Házak
A legalább 15-ös szintű karakterek saját házat is vásárolhatnak. Ezek bizonyos régiókban találhatóak, de azoktól mégis elszeparálva. Többféle (ember, tünde, törp, hobbit) kialakítású házat vehetünk, melyek dekorációja saját szájízünk szerint alakítható ki. A berendezési tárgyakat kereskedőktől szerezhetjük be, fesztiválokon nyerhetjük el, illetve küldetések teljesítéséért kaphatjuk. Háromféle méretű házat választhatunk, a mérettől függően jár hozzá egy kincsesláda is, amiben a holminkat tarthatjuk. A házakért bérleti díjat kell fizetni, aminek elmaradása esetén lezárják azt. A különféle rokonságok (kinship) is vásárolhatnak saját házat, ezek sokkal nagyobbak, mint a többi. Szerverenként csak egy házunk lehet, és a látogathatóságát is beállíthatjuk (csak mi magunk, a kinship, illetve mindenki).

### Hírnév
A játékon belül találhatóak bizonyos frakciók. Azt, hogy milyen velük szemben a megítélésünk, az általunk teljesített küldetések és tettek alapján változhat. Korábban bizonyos ellenfelek megölése után is lehetett kapni bizonyos tárgyakat, amelyek használata meghatározott ponttal növelte a hírnevünket – ezek a játék korai éveiben voltak jellemzőek, és éppen ezért az újabb régiókban már erre egyáltalán nincs lehetőség. Kétféle hírnév van: az adott terület bizonyos frakcióié és a céheké. Az adott terület frakcióinál növekvő elismertségünk utazási és vásárlási kedvezményeket engedélyez, valamint megnyitja az utat a speciális holmik vásárlásához. Ugyanis a feladatok teljesítésével különféle érméket kaphatunk, amelyek kizárólag az adott területen és az adott frakciónál használhatóak vásárlásra, viszont olyan különleges bónuszokat lehet értük venni, amiket máshol nem lehet beszerezni. A Mordor-kiegészítővel bejött az ún. allegiance-rendszer is, ez a négy fő faj (ember, hobbit, tünde, törp) Sauron legyőzése utáni teendőiben való részvétel jogát adja meg a játékosnak, egy speciális reputáció-rendszerrel. Az embereknél Elessar királyt, a hobbitoknál Trufát és Pippint, a tündéknél Thranduil királyt, a törpöknél pedig III. (Kősisakos) Thorint kell segíteni.

## A játék világa
A történet nagyjából azzal egy időben kezdődik, amikor Zsákos Frodó és barátai elindulnak a Megyéből. Minden egyes régió, amelyet meglátogatunk, egy bizonyos időpillanatban van "megfagyva". Tehát a Megyében bármikor is járunk, mindig a Harmadkor 3018. esztendejének szeptembere lesz, Völgyzugolyban 3018 decembere, Lothlórienben pedig 3019 februárja stb. Ugyanakkor vannak olyan területek, melyeket más időpontokban is meglátogathatunk, pl. Minas Tirith és Osgiliath a csata előtt és után, vagy épp visszaemlékezésben Mordor a Másodkor végének háborúja idején. Ahogy haladunk előre a főküldetésekkel, úgy haladunk az időben is egyre előrébb, követve a könyvek történéseit. Jelen pillanatban A király visszatér jelentős részét feldolgozta már a történet.
Fajtól függően Eriador valamelyik részéről indul a játékos, mely a játék kezdeti éveiben része volt a Kék-hegység (Ered Luin), a Megye, Brí (benne az Öregerdő és a Sírbuckák), az Északi-dombság (és Fornost), a Magányos Földek (Széltető és környéke), Trollháza (a Völgyzugoly környéki területek), a Köd-hegység (melynek később része lett a koboldok földalatti városa is), Angmar, és az Etten-szik. Ezek a zónák mind-mind megtalálhatóak a tolkieni legendáriumban. Később ezek új területekkel bővültek: az Esthajnal-tó és környéke (Annúminas városával), valamint Forochel is bekerültek. A Mines of Moria kiegészítővel került be Magyalföld (Eregion), néhány kisebb frissítés pedig újabb zónákkal bővítette a már meglévőeket (pl. Tál Brúinen Trollházában).
Eleinte csak a fizetős játékosok fértek hozzá Mória bányáihoz és Lothlórienhez. Később ezen annyit enyhítettek, hogy átmenni át lehetett rajtuk, de küldetéseket nem lehetett felvenni. A Siege of Mirkwood kiegészítővel jelent meg a Bakacsinerdő és Dol Guldur. Ezt követően jelent meg Enedwaith, Dúnfölde, a Rohani-kapu, és Vasudvard a Rise of Isengard kiegészítővel egy időben, majd a Nagy Folyó-vidéke Lothlórientől délre. A Riders of Rohan kiegészítővel kerültek be Rohan különféle vidékei: a Magasföld, a Keleti Fal, Keletelve, és Fangorn erdeje, később pedig Nyugathalma és Nyugatelve a kapcsolódó részekkel együtt, plusz egy új terület, a Vadvidék (Wildermore). 2017-től már bejárható egész Gondor területe is a Holtak Ösvényétől egészen Osgiliath-ig, valamint Észak-Ithilien. Ebben az évben lett bejárható Mordor északi része is. 2018-ban egy frissítéssel bekerült a Bakacsinerdő északi része (Eryn Lasgalen), valamint Tóváros, Suhatag, Erebor és a Hegymély Királysága – majd év végén a Vasdombok és a Szürke-hegység. 2019-ben ezt bővítették az Anduin felső szakaszának völgyeivel és Nősziromföldével, valamint Minas Morgullal és Mordor délnyugati felével, valamint néhány küldetés erejéig a Másodkor végi Mordorba is ellátogathatunk. 2020-ban az Anduin forrásvidéke, a Szürke-hegység, valamint annak Gundabad felé eső nyugati részei is bekerültek. 2021-ben elsőnek a Vaderdő került be, mint új helyszín, ez annyiban volt újdonság, hogy a Brítől északra és az Északi-dombságtól keletre eső területet elsősorban az alacsonyabb szintű játékosok számára iktatták be; később pedig messze északon Gundabad és környezete is. 2022 első nagyobb új területe a Megyéntúl (Yondershire) volt, amely a játék kiadása óta hiányzó terület volt Ered Luin és a Megye közt, valamint kibővítették Trollházát, majd az év vége felé bekerült Brí, Eregion és Enedwaith közé Cardolan és a Hattyús-folyó (Swanfleet). 2023-ban Gondor zónái kerültek megújításra (háború utáni területeket kaptak), majd egy kiegészítővel bekerült Harad egy része és Umbar.
A játékban megtalálható két tucat régió mindegyike saját küldetéseket és ezeket összekapcsoló saját történetet kapott. Négy fő zóna található a játékban: Eriador, Rhovanion, Gondor és Mordor. Minimális eltérésekkel minden régió oda tartozik, ahová Tolkien is megálmodta őket: Enedwaith például a játékban Eriador része, Rohan pedig nem önálló, hanem Rhovanion része. Az adott régiók mindig olyan küldetéseket tartalmaznak, amelyek meghatározott szintű játékosok számára teljesíthetőek; aki így követi a főküldetések történetszálát, az nagyjából folyamatosan tud fejlődni, éppen az ő karakterének megfelelő küldetésekkel. Az egyetlen zóna, amely kizárólag egy másik játékmódból érhető el, az az Etten-szik. Minden régióban található egy központi település, a legtöbbször itt lehet felvenni a küldetéseket, eladni/vásárolni, továbbá igénybe venni bizonyos szolgáltatásokat. A régiók is tovább bonthatóak kisebb területekre, amelyeknek megvan a maga sajátossága. Középfölde világa a 24-es nagy frissítés óta teljesen átjárható, már nincsenek olyan zónák, ahova ne lehetne eljutni gyalog.

## Fajok
A játékban nyolc faj játszható: ember, tünde, nemestünde, törp, vaskos törp, hobbit, folyóközi hobbit és beorning. A karakter neme szabadon változtatható, kivéve a törpöknél és a vaskos törpöknél (náluk ugyanis a tolkieni mitológia alapján szinte lehetetlen megkülönböztetni a férfiakat a nőktől).

## Karakterosztályok
Nyolc karakterosztály található meg a játékban, amely kiegészül kettővel, melyet csak a Mines of Moria kiegészítő tulajdonosai választhatnak. Egy tizenegyedik, ezektől függetlenül megvásárolható karakterosztály a beorning (amely egyben faj is). Mindegyik karakterosztály a saját képesítésének megfelelően sajátíthat el bizonyos foglalkozásokat: így bizonyos nyersanyagok begyűjtését követően tárgyakat alkothatnak, melyekben való jártasságukat ugyancsak fejleszthetik.

## Kereskedelem
A játékon belül a fő fizetőeszközök az arany, ezüst, és réz pénzérmék. Ezeket küldetések teljesítéséért, ellenségek megöléséért, valamint tárgyak eladásáért lehet kapni. A pénzt új holmik vásárlására, szolgáltatások igénybevételére, a házak bérleti díjának megfizetésére, valamint az elhasznált felszerelés javítására lehet költeni. Jelen vannak továbbá a mithril-érmék, amelyekért speciális bónuszokat lehet szerezni. Ezt az érmét kizárólag LOTRO-pontok (korábban Turbine-pontok) beváltása útján lehet szerezni. A LOTRO-pontok pedig nem mások, mint a valódi pénz játékba átfordított megfelelői, amit a játékos az áruházban vásárolhat meg bizonyos összegért cserébe, de különféle küldetések teljesítéséért kaphat is.

## Történet

### I. kötet – Angmar árnyai
A történet kezdetén a játékost Aragornhoz küldik, akinek segítségre van szüksége, hogy kifüstölje a "Kapzsi" szövetségeseinek számító banditákat Brí környékéről. Ezután Bombadil Tomához küldi, akinek kérésére egy ősi gonosszal kell leszámolni a Sírbuckák területén. Bár Sambroggal végez, a Boszorkányúr és szolgái, Ivar és Skorgrim meg tudnak szökni. Bríbe visszatérve megtudja, hogy Aragorn már elment a hobbitokkal, helyette a késve érkezett Gandalf küld minket, hogy a további feladatokért keressük meg Barna Radagastot, a rendtársát. Megtalálásában Candaith, a kósza lesz a segítségére, akinek hála rájön, hogy Ost Guruth városában tanyázik. Ott azt a feladatot kapja tőle, hogy tisztítsa meg Garth Agarwen városát a lidércektől. Sikerrel jár, és magával Ivarral is végez.
Ezután az Északi-dombságra kell utaznia, ahol Halbarad, a kósza kérésére kell biztosítania az emberek, törpök és tündék három településének védelmét Angmar erőivel szemben. Ha ezzel megvan, útja Völgyzugolyba vezet, ahová a Gyűrű Szövetségének tagjai is már mind megérkeztek, de még nem indulhatnak el: az egyik Gyűrűlidérc ugyanis a környéken ólálkodik, elszakadva társaitól. Legolas, Elladan és Elrohir segítségével felkutatják őt, de váratlanul továbbmenekül, egyenesen a Köd-hegységbe. Itt Glóin segítségével kezd kutatásba a hollétét illetően, melynek során felfedezi Skorgrim erődjét, ahol az általa megrontott Zordkezű törp-klán tanyázik. Gimli vezetésével Skorgrimet utoléri végzete, ám ekkor a Gyűrűlidérc a közeli Helegrod erődjébe menekül, ahol Thorogot, a sárkányt akarja feltámasztani, hogy a Sötét Úr szolgálatába állítsa. Hősünk közbelépésének hála azonban a Gyűrűlidércet is legyőzik, és a sárkány sem jelenthet fenyegetést. Most, hogy Völgyzugoly biztonságban van, Angmarba kell utaznia.
Itt két kószát, Corunirt és Golordirt kell megtalálnia, akik eltűntek. Corunir ugyan biztonságban van, de nem tudja, hol lehetnek a többiek, akik áthaladtak a Rammas Deluon előtt. Ezek démoni szobrok, melyek félelmet és rettegést csempésznek mindenki szívébe, aki elhalad előttük. Miután a játékos elpusztítja az azokat védő szellemeket, egy titkos törp szálláson rábukkan a túlélőkre. Tőlük megtudja, hogy Golordir Garth Fornirba ment, ott azonban megtudja a kószáktól, hogy már rég eltűnt. Lánya, Lorniel vezeti most őket, aki tudja, hogy apját Mordirith, a Sötét Úr leghatalmasabb helyi szolgálója rabolta el és zárta Carn Dûm erődjébe. A többiek segítségével támadást intéznek az erőd ellen, ahol sikerül ugyan kiszabadítani Golordirt, de Mordirith megöli Lornielt. A bosszúszomjas apa egy különleges kardot magához véve lendül ismét támadásba, és ezúttal sikerrel jár, és megöli Mordirith-et. Ám ekkor a semmiből megjelenik egy titokzatos öregasszony, Tölgyszív Sara, és magával viszi az itt rejtőző palantírt. A nőről kiderül, hogy igazából nem más, mint Amarthiel, Angmar bajnoka, álcázva magát. A terve az, hogy betörve Barad Gularanba végezzenek Mordirith őreivel, meggyengítve azt. Ám így csak Amarthiel lesz még erősebb, s új hatalmával Annúminasba indul.
Calenglas, a kósza vezetésével hatalmas küzdelem kezdődik Amarthiel angmari erői és az északi kószák között. Elfogják egyik kapitányát. Mordrambort, aki azonban megszökik, megmérgezvén a tünde Laerdan elméjét, aki így Amarthielt szolgálja. Laerdan elvész ugyan, de a palantírt sikerül visszaszerezniük Amarthieltől. Mégis, a nő ennek ellenére már tudja, hol keresse a Narchuil, a nagy hatalmú gyűrű töredékeit. Közben Mordrambor megszökik és hatalmas erőkkel keresi úrnőjének a gyűrűt. A játékos Trollházába kell, hogy utazzon, ahol némi kutatás után kiderül a szörnyű igazság: Laerdan lánya, Narmeleth az a nő, akinek Amarthiel birtokolja a testét és a szellemét, miután megszállta azt Fornostban réges-régen. Bár úgy tűnik, Amarthiel megtalálta a Narchuilt, Elrond nem ül fel ennek a trükknek, és megmondja nekünk, hogy szerinte hol is lehet a gyűrű, még mindig elveszve. Laerdan tudja, hol lehet, és ezt Amarthiel is tudja, aki ezért megkínozza a tündét, de még épp idejében sikerül közbelépni és megmenteni őt. Laerdan bevallja Elrondnak, hogy kétfelé törte a gyűrűt, és csak az egyik felét sikerül így megszerezni. Laerdan ezután esküt tesz Elberethre, hogy nem nyugszik, míg meg nem menti a lányát.
A gyűrű másik darabja valahol Forochelben lehet, ahol már Amarthiel erői is kutakodnak. Hogy megelőzze őket, az utolsó északi király, Arvedui szellemétől kér segítséget. Ennek segítségével végül sikerül megszerezni a gyűrű másik felét, és az is kiderül, hogy Mordrambor végül elárulta Amarthielt, amikor azok ketten összecsapnak, majd eltűnnek. A két fél gyűrű birtokában Laerdan Eregionba utazik, hogy újrakovácsolhassa azt ott, ahol keletkezett. Ám hamarosan ismét Amarthiel csapdájába esik, ezért Elrond a legbátrabb harcosokat küldi utána, hogy megmentsék. Sajnos elkéstek, és a gyűrű hatalmát nem tudják megtörni, csak a váratlanul megérkező Mordrambor. Kiderül, hogy ő igazából a mindvégig életben volt Mordirith-et szolgálja, aki saját jussaként követeli a gyűrűt. A nő nem adja oda neki, amiért a Sauron erejét magánál tudó Mordirith végezne vele. De mielőtt ez bekövetkezne, váratlanul megérkezik Laerdan, aki közli vele, hogy tudja, hogy ő igazából Eärnur, Gondor utolsó királya, akinek testét és szellemét megtörte a Boszorkányúr és a saját szolgálatába állította, mint gonosz árnyat. Mordrambor megöli Laerdant, Amarthiel pedig teljesen összeomlik látván apja halálát. A nőt fogságba vetik, de ő így megszabadulván a gonosztól, már ismét a Narmeleth névre hallgat.
Narmeleth bosszút esküdött, így ismét Angmarba kell utazni, ahol érik a végső összecsapás Mordirith és a Szabad Népek között. Előbb Mordrambor pusztul el, majd Narmeleth megsemmisíti a Narchuilt. A végső összecsapás során aztán feláldozza magát, hogy végezni tudjon a játékos Mordirith-tel.

### II. kötet – Mória tárnái
Vaslábú Dáin király egy expedíciót küldött Eregionba, hogy a Magyalföldi Kaput kibontva bejussanak a törp-tárnák városába, nem sokkal a Gyűrű Szövetségének áthaladása után. Bifur és Bofur fiai, Bosi és Brogur vezetésével végül sikerül bejutniuk, ám ekkor megjelenik a Tó Őrzője, és megtámadja őket, megölvén Bróint, Brogur fiát is. A veszteségeik miatt a törpök egy ősi fegyvert gyártanak a játékos segítségével, amellyel más sikeresen vissza tudják verni a Tó Őrzőjét, és végre megnyílik az út Moriába. Odabent a törpök megkezdik örökségük birtokba vételét. Beszélik, hogy valahol a tárnák mélyén van egy fejsze, amit egy kovács tiszta mithrilből készített, magának Durinnak, a Tűz Szíve névre hallgató kohóban. Bár a kohót végül sikerül meglelni, a fejsze, Zigilburk, sehol sincs. A törpök mindazonáltal örülnek a felfedezésnek, és csakhamar nagy tábort vernek a Huszonegyedik Csarnokban. Brogur a tábor védelmének kiépítése közben kénytelen szembenézni azzal, hogy a Fehér Kéz orkjai már megjelentek a környéken. Miközben Mazarbul Csarnokában megtalálják Balin expedíciójának teljes feljegyzéseit, Bori vezetésével az orkok ellen vonul a játékos. Vezetőjük, Ashpar megölése azonban csak a kezdet: kiderül, hogy nem is ő, hanem Mazog, Azog másik fia vezeti őket, aki Balinék haláláért is felelős.
Az orkok és a törpök közti összecsapás közeledtével Moria legmélyebb tárnáiba kell alászállnia a játékosnak, hogy az ellenséget meggyengítse. Közben Mazarbul Könyvéből a törpök kiolvassák, hogy Óin, a törp, valamikor hol talált titkos kincseket. A rejtett csarnokban végül megtalálják a Zigilburkot, ahogy az életben lévő Bróint is... és a Tó Őrzőjét. Újra szembe kell szállniuk az őrrel, majd el kell menekülniük onnan. Bróin szerint a Zigilburk el van átkozva, ám ezzel Bori nem ért egyet, ezért elküldi a játékost Mazog ellen. Hamar kiderül, hogy Mazog Dol Guldur egyik szolgálója, és hogy a támadás elhamarkodott volt: Mazogot Gorothul védi, Dol Guldur egyik nagy hatalmú szolgája, aki elrabolja Borit és a fejszét is. A törpök kétségbeesetten bár, de visszavágnak. Itt viszont kiderül, hogy egyedül nem képesek szembeszállni a gonosszal, ezért megbíznak minket, hogy kérjünk segítséget Lothlórienben az Aranyerdő Úrnőjétől, Galadrieltől. Miután elnyerte a tündék bizalmát, ők szívesen nyújtanak segítséget, mert úgy hiszik, az orkok mögött csakugyan Dol Guldur állhat. Segítségükkel feltárul előttünk annak titka is, mi történt Gandalffal Khazad-Dum hídján. Mória mélyén egy összecsapást követően kell megmentenünk Magort, a tündét, akinek az instrukciói alapján kell végeznünk egy hatalmas, balrog-szerű, névtelen lénnyel. Végül Galadriel is maga elé idéz minket és számtalan titokról lebbenti fel a fátylat.
A Gyűrű Szövetsége is Lórienben időzik ekkor, amikor tündék és törpök közt érik a béke. Az együttműködés elkezdődik, ennek keretein belül először furcsa, gombákkal fertőzött orkokkal, a globsnagákkal végeznek Moria mélyén. Brogur közben saját szakállára úgy dönt, hogy megtalálja a titkos lejáratot Durin trónjához, amit most Mazog bitorol. Bár Borit elrabolja az ellenség, a törpök és tündék csapata foglyul ejti Mazogot. Celeborn kételkedik ugyan benne, de engedélyezi, hogy életben hagyják őt, úgy vélvén, csaliként megfelelő lesz számukra a Dol Guldur elleni támadásban. Áthajózván az Anduinon, a Bakacsinerdőn átvágva haladnak a sötét varázslatok tornya felé, Broinnal az élen. Mazog életéért cserébe törp foglyokat, köztük Borit kérik vissza. Csakhogy Gorothul és a Gyűrűlidércek nem egyeznek bele a cserébe, és összecsapnak a többiekkel, miközben Mazog megszökik. A küldetés ezen része kudarcot vall, de a tündék seregei már a város alatt tanyáznak, így megindulhat Dol Guldur ostroma. A Gandalf által ismert régi titkos bejáraton keresztül behatolva végül meglepetésszerű támadás indul, Broin pedig végre végez Mazoggal, visszaszerezve a Zigilburkot.
A küldetéssorozat egy epilógussal zárul, ami opcionálisan teljesíthető, és amely az ezután még mindig elvarratlan szálakat zárja le.

### III. kötet – A király szövetségesei
Elrond rejtélyes üzenetet kap Galadrieltől, melyben azt kéri, hogy gyűjtse össze az északi kószákat, és küldje őket Rohanba, Aragorn megsegítésére. A játékosra vár a feladat, hogy végigkalandozva a messzi Északon összegyűjtse őket Völgyzugolyba: Radanirt, Candaith-et, Saeradant, Halrost, Halbaradot, Calengladot, Lothrandirt, Corunirt, és Golodirt. Ők együtt megalakítják a Szürke Csapatot, akiknek Arwen átadja a zászlót, amit Aragornnak szánt. A társaság elindul délnek. Eregionba érve Halbarad úgy dönt, hogy egy törp-kovács segítségével elkészítteti Barahir Gyűrűjének másolatait, hogy ezzel is időt nyerjen Aragorn számára, ha bármelyiküket elfognák. Majd Enedwaith földjére érkeznek, ahol a helyi törzsekkel próbálnak egyezkedni. Egyik új szövetségesüket, Wadut, hamarosan holtan találják, majd rábukkannak Nárra, Thrór egykori bajtársára, aki szemlátomást tud a küldetésükről. Közben Nona, Wadu testvére, bosszút esküdve kíván csatlakozni a Szürke Csapathoz Sarumannal szemben, amit Halbarad ellenez. Közben rálelnek egy csapat esküszegő szellemre, akiket sikertelenül próbálnak meg Aragorn ügye mellé állítani, s ez Candaith életébe kerül. A dühödt Halbarad ezért továbbvonul, egyenesen Dúnföldére, de még mielőtt ez bekövetkezne, Nár, a törp megosztja velük az információt: Fehér Saruman mindvégig tudott az útjukról, és ami eddig történt, az mind az ő mesterkedésének a műve.
Dúnföldén kiderül a csapat számára, hogy nem minden dúnlending Saruman feltétlen híve. Tur Morva sólyom-klánja például tőlük vár segítséget a mágus ellenében. A játékos segítségével Dúnfölde számos területén lépnek akcióba, egy váratlan segítőtárs, a Halbarad ellenére is Saruman ellen harcoló Nona személyében. Itt kerül sor az első találkozóra a rohirokkal is: Grimbold a Vas-folyó gázlóját védi, míg Théodred, a király fia felderítőúton jár. Tur Morvába visszaérve azonban kiderül, hogy a sólyom-klán elárulta a kószákat: inkább Saruman oldalára állnak, félvén tőle. A csapatot váratlanul éri bebörtönzésük ténye: a játékost és Lothrandirt egyenesen Vasudvardba küldik, mintegy ajándékul Sarumannak. Kihasználván az uruk-hai orkok egymással szemben érzett ellenérzését is, foglyul ejtett dúnlendingeket és kószákat szabadít ki a börtönből, közös mesterkedésükkel pedig végül megszöknek Vasudvardból. Théodred segítségével a rohirok pedig rajtaütnek az árulókon, megmentve így Halbaradot és Elrond fiait is. A túlerővel azonban nem bírnak, így bosszúállás nélkül kell elmenekülniük. Halbarad mindenesetre esküt tesz, hogy az árulás nem marad megtorlatlanul, és hogy örökké adósa lesz Théodrednek a tettéért.
A Szürke Csapat kudarcai és az ellenség megerősödése azt kívánja, hogy a játékos helyettük immár Théodreddel és embereivel tartson. A rohirok terve egyszerű: Vasudvard környékén előbb csapást mérnek Saruman előörseire, majd visszavonulnak a gázlóhoz, ily módon időt nyerve maguknak, hogy Rohan megmeneküljön a korai támadástól. A hajnali támadás kezdetben sikerrel jár, ám a túlerő miatt vissza kell vonulniuk. Egy hatalmas uruk halálosan megsebesíti a herceget, és az erősítés is túl későn érkezik. A csatát követő napon a játékos furcsa álmot lát: Galadriel kéri őt, hogy jöjjön Lórienbe, és hozza magával Nonát is. A nő felkutatása után így is tesz, ám ott kiderül, hogy az álom nem is Nonáról szól. A beszélgetést a halottnak hitt, de feltámadt Fehér Gandalf szakítja félbe, aki szerint ez az álom mást jelenthet, és amire választ az Anduin délebbi folyásánál találhat. Így a játékos és Nona a Nagy Folyó vidékére utaznak, a rohirok Stangard nevű településére, majd a Barnaföldekre, ahol döbbenten találják meg az egyik Gyűrűlidérc lelőtt hátasát (akit Legolas lőtt le még korábban). Stangardba visszatérésük során keletlakók és a gyűrűlidérc támadnak rájuk, Nona pedig súlyosan megsérül. A rohirok nem hajlandóak segíteni egy ellenségnek, csak egy Horn nevű férfi. Horn segítségével Galadrielhez viszik Nonát, aki kigyógyítja őt a morgulpenge okozta sérülésből.
Visszatérvén Stangardba, kiderül, hogy a dolgok alaposan megváltoztak: Hornt száműznék a városból, amiért a szerintük elátkozott erdőbe merészkedett. A társaság így együtt indul el délnek az Anduinon, Parth Galenig, az Argonath oszlopai felé. Itt a nyomokból felfedezik, hogy a Gyűrű Szövetsége felbomlott, és hogy a csapat háromfelé szakadt. Kézenfekvő megoldásként Aragornt, Gimlit, és Legolast kezdik el követni, ám a nagy távolság miatt ez közel lehetetlennek tűnik. Ezért a rohiroktól kérnek segítséget, akik megtanítják a játékost a harci mének meglovaglásának minden titkára. Ezután a csapat nyugat felé indul, és több települést megjárnak. Mivel Nonát nem nézik jó szemmel errefelé, ezért ő különválik a többiektől. Eaworth városában a csapat találkozik Éomerrel, aki elmondja, hogy rajtaütöttek egy csapat orkon, de velük mind végeztek és elégették a holttesteiket. A csapat szomorúan úgy gondolja, hogy Trufa és Pippin is odavesztek, de egy váratlanul megjelenő ent biztosítja őket arról, hogy életben vannak, és Gandalf már gondoskodott a biztonságukról. Így Éomer vezetésével Hókút városába mennek, ahol a helyi thán nyíltan ellenszegül az evakuálási parancsnak. Éomer úgy véli, erről a királynak is tudnia kell, ezért Edorasba mennek. Ott viszont a Kígyónyelvű Gríma hatása alá került király, Théoden parancsára Éomert parancsmegtagadásért megfosztják minden rangjától és börtönbe vetik. Corudan, Horn, és a játékos csak Éowyn közbelépése miatt menekülnek meg, azzal, hogy halálbüntetés terhe mellett tilos átjönniük az Entséd folyó hídján.
A társaság úgy dönt, hogy Gléowine-t, Théoden király trubadúrját és Horn egykori mentorát, aki szintén száműzött lett, fogják követni. A vezetésével a bajban lévő északi rohani területekre, a Vadvidékre utaznak, amit teljesen szokatlan módon elborított a hó. Ez Núrzumnak, a Saruman által életre keltett óriásnak a műve, akiben Morgoth egyik ereklyéje található. Hogy végezzenek vele, széles körű összefogásra van szükség, amelyben a váratlanul megkerülő Nona is nagy segítségükre van. Az erdőkben élő entek segítségével végül elég erősek lesznek ahhoz, hogy támadást indítsanak velük szemben, s végül Núrzummal is leszámolnak.A történetet időnként töri meg egy-egy közjáték, amelyben Gléowine térképén keresztül elmesélésre kerül, hogy mi történt eközben a Szürke Társaság tagjaival.
Ezek a dolgok már elegendőnek számítanak ahhoz, hogy Théoden is tudjon róluk, a tiltás ellenére. Az Edorasba utazó csapat a legjobbkor érkezik: Gandalf is ekkor jár épp a városban, és felszabadítja a királyt Gríma befolyása alól. Éomert kiengedik a börtönből, Grímát pedig száműzik. Théoden a lovasai élén a Helm-szurdokba vonul, míg Éowyn a város vezetésével megbízva a lakosság biztonságba helyezésén munkálkodik. Gríma egyik kémje még mindig a városban van, meg kell őt találni, mielőtt még többet árthatna. A kutatás közben derül ki, hogy a Sólyom-klán tagjait látták Rohanban, és hogy az ellenség hamarosan támadásba lendül. A csapat így ismét kettéválik: Nona és Horn a dúnlendingek felkutatására indul, míg a játékos és Corudan a Helm-szurdokba mennek. Még épp idejében érkeznek, küszöbön áll ugyanis a nagy összecsapás. Ahogy az éjszaka leszáll, az orkok támadásba lendülnek, és elkezdődik a csata. A hosszú harcok során egy küldetés alatt sikerül bosszút állni a Sólyom-klán vezetőjén is. Csodálatos módon győzelmet aratnak a rohirok a Helm-szurdoknál, de Gandalf figyelmeztet: még elszámolnivalójuk van Sarumannal is. A csata után így arrafelé indul a kis csapat, akik ekkor találkoznak a Szürke Csapattal is, valamint Trufával és Pippinnel. A játékos és a kószák megmentik foglyul ejtett társukat, Lothrandirt, Vasudvard börtönéből, miközben Gandalf kizárja a rendből Sarumant. Fenyegetése így megszűnik, Rohan népe így jelentősnek mondható sikert arat.

### IV. kötet – Sauron ereje
Éowyn kérésére át kell haladnia a játékosnak a Holtak Ösvényén, amelyen nemrég Aragorn és társai is átmentek. Ott kiderül, hogy Aragorn, mint Isildur örököse, esküjük teljesítésére hívta fel az esküszegő szellemeket, és egy jelentős részüket elvitte magával. Sokan viszont maradtak, és félő, hogy ők veszélyt jelentenek Nyugat-Gondor népére, ezért meg kell őket védenünk. A dél felé vezető úton végül Dol Amroth városába ér a játékos, amelyet Imrahil fejedelem távollétében lánya, Lothíriel vezet. Segítségével és a közelben rejtőzködő avár tündék segítségével kell leszámolniuk az umbari kalózokkal, a bitorló Castamir örököseivel, illetve egy Gyűrűlidérccel, amely a megmaradt holtakat akarja Sauron seregeibe toborozni.
Ezt követően Gondor középső területeire kell utazni, hogy Aragornnak segítve visszafoglalják Pelargir kikötőjét a kalózoktól. Ezután Osgiliath romvárosába kell utazni a közelgő támadás előtt, mert Sauron seregei már úton vannak, és ostrom alá veszik Minas Tirith városát. Osgiliathban a játékos átmenetileg hatástalanítja az ellenség csodafegyverét, a Grond nevű faltörő kost, majd ezt követően találkozik egy új, a Gyűrűlidérceknél is erősebb ellenséggel, Gothmoggal, aki Morgoth egykori balrog-vezérének nevét viseli. Hamar kiderül, hogy ő igazából Mordirith, akivel mégsem sikerült végleg végezni, tekintve hogy lelke és sorsa Golordiréhoz kötődik. Ezután Minas Tirith-be utazik, ahol a város megerősítése után két epikus küzdelemben lehet azt megvédeni. Az ellenség megzavarta Denethor úr elméjét, aki így vereséget vizionált – és csakugyan, a segítség nem érkezett meg. A játékosra vár hát a feladat, hogy felkutassa őket, s ehhez a drúadánok által lakott erdőbe kell utaznia. A drúadánok készséggel segítenek a rohaniaknak átjutni az erdőn, így a felmentősereg még éppen idejében érkezik meg Pelennor mezejére. Théoden elesik a harcban, a magát férfinak álcázó Éowyn és Trufa azonban együttes erővel végeznek a királyt leterítő Boszorkányúrral. Mindazonáltal őket is halottnak hiszik, és a csata is egyre reménytelenebbnek tűnik az abban résztvevők számára, rengeteg hősi halottal. Az utolsó pillanatban aztán délről felbukkannak az umbari kalózhajók, rajtuk pedig nagy meglepetésre Gondor zászlaja, hiszen Aragorn érkezik meg a felmentősereggel. Ahogy Sauron csapatait sikerül visszaverniük, az utóvédharcokban a Szürke Csapat is részt vesz, amely során Golordir egymaga végez egy hatalmas trollal, és ő is meghal. Gothmog Aragorn elé lép kérkedve, amikor viszont megtudja, hogy Golordir halott, és így az ő élete is veszélyben lehet, dühödten visszavonul. Gothmog trónigényt támaszt Aragornnal szemben, hiszen ő az utolsó gondori király, Eärnur elfajzott lelke, így a játékosra vár a feladat, hogy öt legerősebb hadnagyát legyőzve végül vele is végezzen Minas Morgulban.
Most, hogy a csata győzelemmel zárult, fontos döntést kell meghozni. Gandalf és Aragorn terve alapján elhatározzák, hogy magukra vonják Sauron figyelmét, hogy Frodó és Samu nyugodtan megvalósíthassa a küldetést. Így Aragorn és csapatai egy áltámadást szimulálnak, hogy elhitessék a Sötét Úrral, hogy náluk van az Egy Gyűrű. A feladatunk annyi, hogy a csapatokat kísérve Észak-Ithilienen keresztül készüljünk fel a végső csatára Dagorlad mezején. Az ütközet során a hadiszerencse a sasok érkezésekor fordul meg: a Gyűrűhordozó teljesítette küldetését, nekünk pedig Gandalf segítségével kell a Végzet Hegyéhez repülve megmenteni Frodót és Samut. Sauron elmúlását követően a sereg Cormallen mezején gyűlik össze, és mindenki Aragorn koronázására és a szükséges teendők elintézésére gondol. Ránk különleges feladat vár: Mordorban a gonosz maradékát kell eltakarítanunk, ha csatlakozunk az ottaniakhoz egy alternatív küldetéslánc során.

### The Black Book of Mordor (Mordor Fekete Könyve)
Sauront ugyan legyőzték, de Mordor földjét még átjárja a gonoszság, amit a játékosnak kell feltárnia. Kiderül, hogy a Gúrzyul, Sauron erős szolgái, akik a nazgúlokkal ellentétben nem pusztultak el az elmúlásával, még mindig nagy veszélyt jelentenek Középfölde népeire. Mivel Frodó és Samu teljesítették küldetésüket, így olyan eseményekkel már nem szembesülhetünk, melyek egy időben zajlanak a könyvvel.
Mithrandir kérésére a Fekete Kapu mögé kell mennünk, ahol Udún földjén kell segítenünk a kószáknak, akik behatoltak a földre. Egyikük, Annoth, személyes bosszútól fűtött, mert ősei voltak Durthang erődítményének urai,míg néhány ezer éve az orkok el nem foglalták. Egy Ugrukhór nevezetű vezér és egy Gyűrűlidérc voltak, akik megtörték az erőd védőinek ellenállását, amit Sauron bukása után Annoth visszahódíthatónak tart. Az erődbe behatolás során a tárnák mélyén raboskodó emberek közül a játékos kimenekít egy Ayorzén nevű keletlakót, aki Gondornak is sok fejfájást okozott. Még mielőtt utolérhetnénk, megszökik. Nyomában érve Mordor belső területein, Dor Amarth bejáratánál talál rá a játékos. Ayorzén megadja magát, mert állítása szerint mindenütt számkivetett lett, és bizalma jeleként nekünk ajándékoz egy Durthangból lopott ékkövet. Mithrandir véleménye szerint az ékszert gonoszság járja körül, de még ő sem tudja, milyen. Mindenekelőtt Anglach bányáiba küld minket, hogy segítsünk az ottaniakon, akik egy nagy kincset keresnek. Visszatérve Mithrandirhoz Ayorzén is megjelenik, felfedve egyet s mást – például hogy Anglachban készült a Grond nevű faltörő kos, és hogy rálátása volt fontos dolgokra, többek között a Gúrzyult is ismerte. Elessar király ajánlata alapján büntetlenséget kap az információkért cserébe. Ő ezt visszautasítja, de megnevezi Dulgabêth, Ugrukhôr, és Urudanî hadnagyokat, akik ma is aktívak és fenyegetést jelentenek Gondorra.
Mielőtt továbbmehetnénk, az Ayorzén által adott ékszert kell megvizsgáltatnunk, amelyhez meg kell látogatnunk valakit (személye attól függ, milyen karakterosztállyal játszunk). Az ékkövet végül Elrond tisztítja meg Eärendil fényével, amely erőt nyújt nekünk ahhoz, hogy még mélyebbre hatolhassunk Mordorban. A továbbhaladás érdekében Dor Amarthba kell mennünk, ahol hírek jönnek arról, hogy Barad-dûr tornyának mélyét fosztogatók lepték el. Dulgabêth, Sauron egykori szája hírnök útján keres meg minket: a Sötét Úr utódjaként akarja uralni Mordort, és abban kér segítséget Aragorntól, hogy uralmát segítsünk biztosítani. Aragorn természetesen nem hajlandó ebbe belemenni, ezért számos küldetést kell teljesítenünk ahhoz, hogy megosszuk a mordoriak erőit.
Ekkor azonban felmerül, hogy Mordor mélyéről előtör az évszázadokkal azelőtt ott kikísérletezett járvány, a Fekete Vész, amely vészesen meggyengítette Gondort. Miután megtaláltunk a lehetséges gyógyírt, vissza kell térnünk, részt venni álöltözetben a három hadnagy megbeszélésén. Rajtunk ütnek, de annyi kiderül, hogy annak az esélye, hogy Mordor megerősödjön, nem kicsi – ezért a sötétség nyomában kell járnunk. Celeborn és Galadriel révén végérvényesen lerontják Dol Guldur tornyát. Az ottani orkok egy bizonyos Karazgart kerestek, aki a Gúrzyul tagja és gyanúsan távolmaradt a mordori eseményektől. Mivel állítólag északon látták, ezért Thranduil, a tündekirály tudna többet mondani róla Eryn Lasgalenben. Mivel a környéken semmi nyoma, kutakodásunk folytatásaként így Tóvárosba kell mennünk. Nem túl szívélyes a fogadtatás, amelyből Authi, a törp ment ki minket. Elpanaszolja nekünk, hogy Durin népének, és az ő családjának a kézműves-ügyessége fokozatosan hanyatlik, ami mögött rontást gyanít, s amit Karazgar is okozhat. Királya, III. (Kősisakos) Thorin elé visz minket, aki úgy gondolja, a Gandalffal történt beszélgetés után, hogy hátha a Tölgypajzsos Thorinnal együtt eltemetett Arkenkő tűnt el, és ez lehet az ok. Miután megkaptuk Dísnek, Thorin húgának áldását, az egykori törpkirály síremlékében szétnézve megállapíthatjuk, hogy az Arkenkő megvan. A törpök munkájának hanyatlása feltehetően a törpgyűrűk erejének elvesztése és a világ változása, amibe kénytelenek beletörődni.
Ereborban Authi egy Khíl nevű törppel kerül összetűzésbe, családi vita okán. Thorin király arra utasítja Khílt, hogy térjen haza a Vasdombok közé, Authi és mi is menjünk vele, és hozzuk haza Náin királytól a fiát, Durint. Járnfast városában Khíl egy titkos szobára bukkan, amit még annak idején az ő apja zárt le, és véleménye szerint tele lehet kincsekkel. Általános döbbenetre a szobát több generációval korábban zárták el, és nem véletlenül: az egyik állványon egy sötét ereklye, Mordor Fekete Könyve rejtőzik. Náin király, amint hírét veszi ennek, kiadja a parancsot: ez az ereklye nem maradhat a Vasdombok között, függetlenül attól, egyáltalán hogy került ide. Karakterünknek északra kell vennie az útját a Szürke-hegység felé, ahol az ottani törpök épp visszahódítják régi városaikat. Ebben a sárkányivadékok és Karazgar akadályozzák őket. Karazgar többször is megmutatkozik a karakterünk előtt, utoljára viszont határozott követelése, hogy a törpök hagyják el a földet, amit ő a sajátjának nevez. Mivel erre ők nem hajlandók, három támadást ígér meg központjuk, Skarhald ellen. Gandalf segítséget hoz a törpöknek keletről, és közben elárulja, hogy Mordor Fekete Könyvét elkezdte tanulmányozni. Egy Vóin nevű törp írta több mint ezer esztendővel korábban, többféle nyelven és különféle írásjelekkel, ami megnehezíti a fordítást. Vóin egy bizonyos Thafar-gatholt kereste Mordorban, és ehhez Thráin király segítségét kérte. Miután nem találták meg, Thráinék inkább megalapították Erebort, Vóin viszont Mordorban maradt. Megismerkedett egy Magoldir nevű tündével, aki egy rejtélyes figura, és csak annyit tudni róla, hogy részt vett az Utolsó Szövetség idején Mordor ostromában. Az elszemtelenedett Karazgarral szemben egy csapat törp és Gandalf lépnek fel közösen és le is győzik – elmenekül, utána csak a maszkja marad, amit eltesznek.
Gandalf szerint a beorningok földjére, Grimbeornhoz kellene utazniuk, hogy tovább tudják tanulmányozni és megfejteni a könyvet. Nála nem kapnak szívélyes vendéglátást, így hamarosan továbbállnak. Gandalf felidézi a nősziromföldei mészárlást, eközben Karazgar újra felbukkan, és elmeséli történetét, majd csak annyit kér, hogy adjuk át neki a Fekete Könyvet és többé nem látjuk. Még mielőtt bármi történne, Karazgar elmenekül, ugyanis megjelenik Elrond és kísérete, akik Arwent viszik Minas Tirith-be az esküvőjére. Míg ők megszállnak Grimbeornnál, furcsa küldetést kell teljesítenünk, egy Gultháva nevű nő, mint kiderült, fogságba ejtette és elbűvölte Isildur szellemét, akit ki kell szabadítanunk. Magoldir neve ismerős Elrondnak és Glorfindelnek is, de egyikük sem emlékszik rá, így Isildur szelleméhez fordulnak, aki segít nekik felidézni, mi történt háromezer évvel korábban. Elmondja, hogy Magoldir a fiai barátja volt, aki kardjával, Orthadellel küzdött. Különféle eseményekben vett részt illetve mozdította azokat elő, köztük egy támadást, amelyet Glorfindel vezetett Sauron ellen Barad-dur titkos alagútján keresztül. A küldetés során elfogtak egy tündét, Lendelent, akit megkínoztak és megöltek – róla ekkor fedi fel Glorfindel, hogy nem tünde volt, hanem Olórin, akit a valák küldtek tünde képében (s aki így egy és ugyanaz, mint Gandalf, habár nincsenek emlékei erről az életéről).
A Fekete Könyv tanúsága szerint kétezer évvel az Utolsó Szövetség után Magoldir Mordorba indult társaival. És még valaki felbukkan a könyvben: Eärnur, Gondor utolsó királya, akivel Mordirith és Gothmog néven már találkozhattunk. Nincs más választásunk, Minas Morgulba kell utaznunk, amely várost Faramir és csapatai éppen bevenni és megtisztítani készülnek. Váratlan szövetségesként csatlakozik hozzájuk Ayorzén, aki Karazgar maszkját magára véve álcázza magát. A Fekete Könyvből kiderül, hogy Eärnur és Vóin valaha barátok voltak, míg a királyt és embereit fogságba nem ejtették Vóin egészen addig megpróbálta őt megszöktetni, amíg lehetett, de a Gyűrűlidércek nem engedték őt, Sauron pedig addig kínozta és gyötörte az elméjét, míg Mordirith nem lett belőle. Minas Morgul városának legfelső körében, annak tornyába bejutva kell szembeszállnunk Gothmoggal és egyben visszaszerezni Isildur csontjait, hogy békében nyugodhasson. Hiába öljük meg Gothmogot, Ugrukhór és csapata az utolsó pillanatban megérkezik és ránk támad, így velük is végezni kell.
Gothmog halála előtt egy törött kulcsot ad át nekünk, amelyet a Vasdombok közt élő törpök tudnak kiegészíteni. A kovácsok által helyreállított kulcs egy ládikót nyit Khíl szobájában, amelyben csak egy fura törött üvegcserép van. Valószínűleg Minas Morgul tornyából származik és egyelőre nem tudják, mihez kezdjenek vele. Már csak az van hátra, hogy Isildur szelleme végre végső nyugalomra leljen, s ennek során kiderül az is, hogy árulta el őt fogadott fia, amely a nősziromföldei mészárláshoz vezetett.

### The Legacy of Durin and the Trials of the Dwarves (Durin öröksége és a törpök próbatételei)
Egy új küldetéslánc a törpök sorsát beszéli el, akik a messzi északi tájak bevételét követően eltökéltek, hogy visszahódítják fajtájuk régi otthonát, Durin ébredésének helyét, Gundabadot.

### The Song of Waves and Wind (A hullámok és a szél dala)
Elessar király és Arwen királynő bejárják Gondort a Gyűrűháborút követően. Castamir, a Bitorló örökösei még mindig fenyegetést jelentenek. A játékosnak először egy csapatot kell összeszednie a kockázatos hajóútra, majd kíséretükben Umbarba kell indulnia.

### Egyéb küldetések
- In Their Absence (Távollétükben): több, szintezhető instance-ből álló küldetéssorozat, ami a messzi északon történő dolgokat tárgyalja ki azután, amikor a hobbitok már elindultak.
- The Adventures of Bingo Boffin (Bögyös Bingó kalandjai): a vidám küldetésekkel teli történet eredetileg heti 1, összesen 52 különböző küldetést tartalmazott, melynek során a kalandvágyó Bögyös Bingó is elindul világot látni, Frodóék példáján felbátorodva. A karakter nevét Frodó eredeti neve alapján kapta.
- The Further Adventures of Bilbo Baggins (Zsákos Bilbó újabb kalandjai): Bilbó elhagyja Völgyzugolyt, és a koboldok fogságába esik, ahonnan meg kell mentenünk, habár az öreg hobbitot sem akármilyen fából faragták.
- The Further Adventures of Elladan and Elrohir (Elladan és Elrohir újabb kalandjai): Elrond fiainak kalandjait dolgozza fel Völgyzugolytól Lórienig, amire egy félmondat erejéig "A Gyűrű Szövetsége" is kitért.
- Fesztiválok: az év bizonyos időszakaiban visszatérő, mókás küldetésekkel és jutalommal járó célokkal jelentkező ünnepi alkalmak. Ilyenek: a tavaszi fesztivál, a nyárközépi fesztivál, a farmerek vására, és a júlefesztivál. Rendszertelenül visszatérő a Hobnanigans (csirkelabda, egyfajta sport), és a kincsvadászat. A jeles napok alkalmával speciális fesztiválokat tartanak, ilyen szeptember 22-e (Frodó és Bilbó születésnapja), október 15-19. között (Durin Napja), szeptember 15-20. (a hajótörött tengerészek története), és április második fele (a játék évfordulója).

## Csoportos küldetések
Az Eregiont is tartalmazó frissítéssel együtt került be ez a játékmód. Az úgynevezett "group instances" többféle térképet és nehézségi szintet jelent: vannak kicsi, három főre tervezett pályák (ez az általános), de vannak hat főre (Fornost, Carn Dûm, Annúminas), és egészen nagy, 12-24 személyes (Barad Guldur, Thorog) insták, ahol már minden játékosnak egy-egy szerepet kell betöltenie, a csapatvezető utasításának megfelelően. A legtöbb pálya szintezhető, ez azt jelenti, hogy a magasabb szintű játékosok magasabb nehézségi szintet is beállíthatnak, hogy minden pálya kihívást jelentsen.

## Fejlesztés
A játék fejlesztését még a Sierra On-Line kezdte meg 1998-ban. Egy évvel később a cég megromlott anyagi helyzete miatt átcsoportosításokat hajtottak végre, és bár azt nyilatkozták, hogy a készítése folyamatban van, semmilyen információt nem adtak ki róla. 2001-ben a Vivendi, mint a Sierra anyavállalata, megszerezte A Gyűrűk Ura-filmek kapcsán az összes, könyvekkel kapcsolatos játék fejlesztésének és kiadásának jogát nyolc évre. Ezzel összefüggésben bízta meg a cég a Turbine-t a Middle-Earth Online címre hallgató játék elkészítésével, amit 2004-ben szándékoztak kiadni. Ebből végül nem lett semmi, és a Turbine a játék jogait meg is vette a Vivenditől, azzal, hogy a játék fejlesztője és kiadója is egy személyben ők lettek. A játék ekkor címet váltott, és The Lord of the Rings Online néven futott. 2006-ban indult meg a bétateszt, eleinte zárt, majd nyitott formában, 2007 áprilisában pedig elindult a játék is.
2010-től a Warner Bros. játékdivíziója is jogot szerzett a kiadásra, így az most a Turbine-nal közös. A játék iránti érdeklődés folyamatos, de idővel megcsappant, ezért, és a könnyebb fenntarthatóság érdekében 2015-ben bezártak néhány szervert, a felhasználóit pedig másokra költöztették. 2016. december 19-én bejelentették, hogy a játék fejlesztését a Standing Stone Games veszi át, egykori Turbine-dolgozókból alakulva, az új kiadó pedig a korábbi Sony Online lett, a Daybreak Game Company. Az átvétel körülményeit nem indokolták meg bővebben.
2018 novemberében elindult a "Legends" szerver, amely a játékot olyan állapotban játszhatóvá teheti, mint amilyen a 2007-es megjelenéskor volt. Ebbe fokozatosan egyre több tartalom kerül be, jelenleg a "Riders of Rohan" kiegészítő tartalmaiig lehet a játékkal játszani.
A 2020-ban kitört koronavírus-járvány miatt áprilisban a játék összes régiója ingyenesen elérhető volt valamennyi játékos számára, amelyet meghosszabbítottak augusztus 31-ig, sőt egy kuponkóddal véglegesen is meg lehetett szerezni a még meg nem lévő régiókat. Ez átmenetileg nagy terhelést okozott a szervereknek, a játék sok helyen akadozott. Ráadásul épp ekkor jött ki a játék 26-os és 27-es nagy frissítése is, új régiókkal és küldetésekkel, amely szintén nem segített. Augusztus közepén a szerverek rendszeresen leálltak, a problémát a Standing Stone a chat-funkció kikapcsolásával és egyéb könnyítésekkel próbálta orvosolni, sikertelenül, a játék gyakran a játszhatatlanságig akadozott. Amikor aztán a Steam Pénztárcán keresztüli fizetést is ki kellett kapcsolni, a VIP játékosoknak pedig a kimaradásért szerény kompenzációt adtak, játékosok egy csoportja petíciót indított, hogy a Standing Stone a mellébeszélés helyett ismerje el, hogy a szerverparkja katasztrofális állapotban van.
2021-ben a "Fate of Gundabad" kiegészítő megjelenése előtt egy rövid ideig ismét ingyenes kuponkóddal tették elérhetővé a játékban fellelhető valamennyi régiót a játékosok számára.

### Fontosabb frissítések
Az első nagyobb frissítések fokozatosan, részletekben érkeztek, 2007 és 2009 között, a "Shadows of Angmar" alapjátékhoz. Ezt követően nagyobb volumenű, több újdonságot és nagyobb fejlesztéseket adó frissítések érkeztek:
- Update 1: Ingyenes játék (2010. november)
- Update 2: Echoes of the Dead (A holtak visszhangja) (2011. április 15.)
- Update 3: Lost Legends of Eriador (Eriador elveszett legendái) (2011. június 20.)
- Update 4: Rise of Isengard (Vasudvard felemelkedése) (2011. november 19.)
- Update 5: Army of Isengard (Vasudvard seregei) (2012. január 17.)
- Update 6: The Great River (A Nagy Folyó) (2012. március 12.)
- Update 7: Shades from the Past (A múlt árnyai) (2012. május 14.)
- Update 8: Riders of Rohan (Rohan lovasai) (2012. október 15.)
- Update 9:  Against The Shadow (Az árnyak ellen) (2012. december 17.)
- Update 10: Against The Shadow II (Az árnyak ellen II.) (2013. március 6.)
- Update 11: Treachery of the White Hand (A Fehér Kéz ármánya) (2013. május 13.)
- Update 12: Helm's Deep (Helm-szurdok) (2013. november 20.)
- Update 13: The Breaking of Isengard (Betörés Vasudvardba) (2014. április 14.)
- Update 14: Path of the Dead (A Holtak Ösvénye) (2014. július 14.)
- Update 15: Gondor in Flames (Gondor lángokban) (2014. november 5.)
- Update 16: Ashes from Osgiliath (Osgiliath hamvai) (2015. május 4.)
- Update 17: Siege of Minas Titrith (Minas Tirith ostroma) (2015. október 27.)
- Update 18: Battle at Pelennor Fields (Csata Pelennor mezején) (2016. április 12.)
- Update 18.2: Throne of the Dread Terror (A Rettegés Trónja) (2016. július 5.)
- Update 19: The March of the King (A Király menetelése) (2016. október 18.)
- Update 20: Battle at the Black Gate (Csata a Fekete Kapunál) (2017. március 21.)
- Update 21: Mordor (2017. augusztus 1.)
- Update 22: Legacy of the Necromancer (A Sötét Varázsló öröksége) (2018. március 6.)
- Update 23: Where Dragons Dwell (Ahol a sárkányok tanyáznak) (2018. október 9.)
- Update 24: Vales of Anduin (Az Anduin völgye) (2019. június 4.)
- Update 24.2: Shades in the Swamp (Árnyak a mocsárban) (2019. augusztus 6.)
- Update 25: Minas Morgul (2019. november 5.)
- Update 26: Mists of Wildermore (Vadonfölde köde) (2020. április 23.)
- Update 27: The Great Wedding (A Nagy Esküvő) (2020. június 30.)
- Update 28: War of the Three Peaks (A Három Hegycsúcs Háborúja) (2020. október 20.)
- Update 29: The Wildwood (A Vaderdő) (2021. március 17.)
- Update 29.2: The Further Adventures of Bilbo Baggins (Zsákos Bilbó újabb kalandjai) (2021. április 19.)
- Update 30: The Blood of Azog (Azog vére) (2021. június 8.)
- Update 31: Fate of Gundabad (Gundabad végzete) (2021. november 10.)
- Update 32: Rangers and Ruins (Kószák és romok) (2022. február 16.)
- Update 33: Yondershire (Megyéntúl) (2022. április 20.)
- Update 33.1.: The Further Adventures of Elladan and Elrohir (Elladan és Elrohir újabb kalandjai) (2022. július 20.)
- Update 34: Before the Shadow (A Homály előtt) (2022. november 15.)
- Update 35: Return to Carn Dûm (Visszatérés Carn Dûmba) (2023. március 22.)
- Update 36: Gondor Renewed (Gondor megújult) (2023. május 31.)
- Update 37: The Humble Homes of the Holbytlans (A hobbitok otthonai) (2023. augusztus 29.)
- Update 38: Corsairs of Umbar (Umbar kalózai) (2023. november 8.)
- Update 39: Arenas of Conflict (2024. március 13.)
- Update 40: Beneath the Surface (A felszín alatt) (2024. május 15.)
- Update 41: On The Wing (Szárnyakon) (2024. július 31.)
- Update 42: Legacy of Morgoth (Morgoth öröksége) (2024. november 6.)
- Update 43: Secrets of Utug-Búr (Utug-Búr titkai) (2025. február 27.)
- Update 44: Crown of Hamát (Hamát koronája) (2025. április 23.)
- Update 45: Allies and Adversaries (Barátok és ellenségek) (2025. július 23.)

## Zene
A játék zenéjét Stephen Digregorio, Chance Thomas, Geoff Scott, Brad Spears, és Egan Budd szerezték. A háttérzenék egy része rendkívül hasonlít a Gyűrűk Ura-filmek zenéjére, a többi pedig az adott területhez és lakóihoz igazított, dinamikusan változó dallam. 61 dalt mp3 formátumban is le lehet tölteni a Turbine-tól.

## Előfizetés kontra ingyenes mód
Észak-Amerikában a megjelenést megelőzően előrendelő játékosok választhattak, hogy 199 dollárért élethosszig tartó támogatást kapnak, avagy a havidíjuk 10 dollárra csökken. Az alap havidíj 15 dollár volt, amit 3, 6, 9, és 12 hónapra előre lehetett megfizetni, ekkor kedvezmények jártak hozzá. Lehetőség volt élethosszig tartó előfizetés-megváltásra is. Európában az akkori forgalmazó Codemasters is hasonló akciókkal állt elő. Az első születésnapon újra akciós, 10 dolláros havidíjért hirdették a játékot, és ekkor volt utoljára lehetőség élethosszig tartó játéklehetőséget venni 200 dollárért.
2010 őszétől a játék ingyenessé vált azzal, hogy bizonyos megkötéseket így is fenntartottak, és játékon belül lehetett vásárolni valódi pénzért. A feliratkozók VIP-felhasználókként továbbra is hozzáférhettek extra tartalmakhoz. 2012-től a játék Steam-en keresztül is letölthető, és működik a játékon belüli fizetési rendszere is.